# Avatha costiplaga
Avatha costiplaga là một loài bướm đêm trong họ Erebidae.